# Ziua Internațională Anticorupție

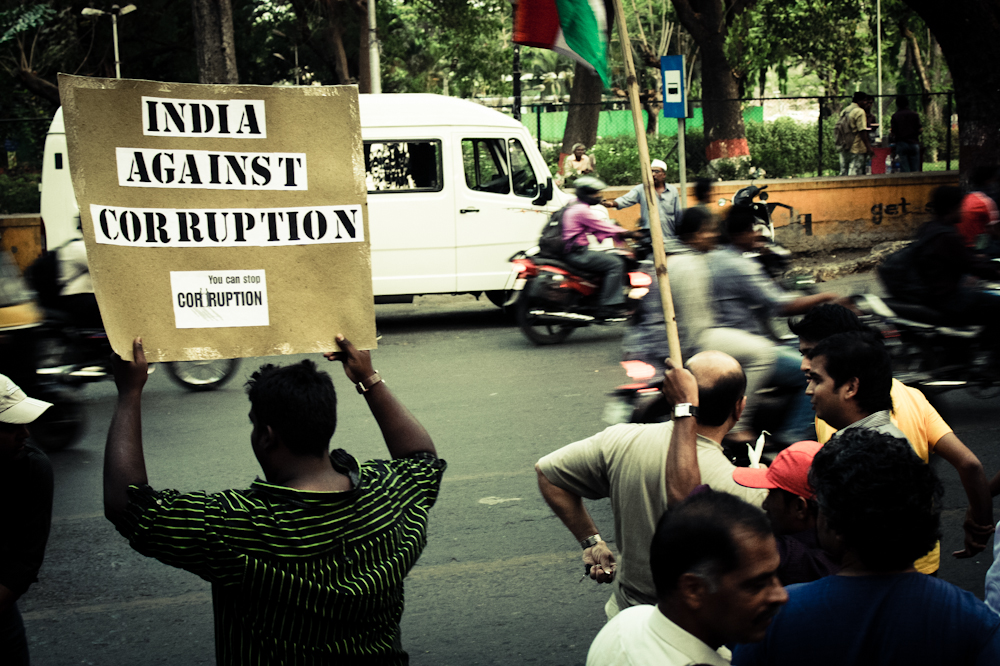
Ziua Internațională Anticorupție

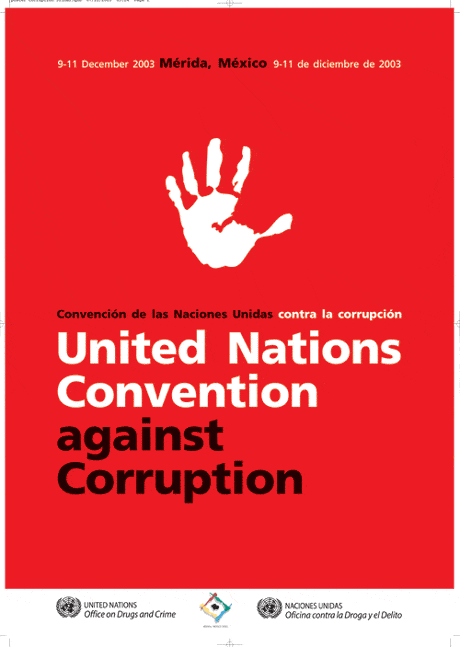

Ziua Internațională Anticorupție, care se sărbătorește în fiecare an pe data de 9 decembrie, a fost inițiată la 31 octombrie 2003 prin „Convenția Organizației Națiunilor Unite împotriva Corupției”.
Data de 9 decembrie a fost stabilită ca Ziua Internațională Anticorupție începând cu anul 2006, prin rezoluția 58/4 a Adunării Generale a ONU, prin care Adunarea a adoptat Convenția Națiunilor Unite împotriva Corupției.
Ziua Internațională Anticorupție are ca obiectiv promovarea principiilor etice, integritatea, transparența și responsabilitatea asupra propriilor acțiuni în afacerile publice, cât și în cele private.
România a semnat Convenția la data de 9 decembrie 2003 la Merida și ratificat-o prin Legea nr. 365 din 15 septembrie 2004.
Republica Moldova a semnat Convenția la data de 28 septembrie 2004 și a ratificat-o prin Legea nr.158-XVI din 6 iulie 2007.